# Zepkow
Zepkow är en ortsteil i kommunen Eldetal i Landkreis Mecklenburgische Seenplatte i förbundslandet Mecklenburg-Vorpommern i Tyskland. Zepkow var en kommun fram till 26 maj 2019 när den uppgick i Eldetal. Zepkow hade 187 invånare 2018.